# François Chopard
Pour les articles homonymes, voir Chopard (homonymie).
François Chopard, né le 23 février 1971 à Cagnes-sur-mer, est un ingénieur aérospatial, fondateur et directeur général de Starburst Accelerator, accélérateur indépendant de startups dans les domaines aéronautique, spatial et défense.

## Biographie
En 1995, il intègre un programme d'échange entre le département de la Défense des États-Unis et la direction générale de l'Armement française (DGA). Une expérience au cours de laquelle il obtient son brevet de pilote de l'US Air Force sur la Griffiss Air Force Base (en).
De 1996 à 2000, il est consultant chez PWC où il travaille notamment sur deux missions pour Airbus.

## Fondation et expansion internationale de Starburst
En 2013, il fonde Starburst Accelerator, un accélérateur dédié aux technologies émergentes dans l'aéronautique, à Paris dans le 15ème arrondissement.
En 2015, il crée la filiale de Starburst à Los Angeles, en Californie.
En 2017, il organise la première édition du Paris Air Lab lors de la 52ème édition du Salon du Bourget, un espace consacré à l'innovation réunissant les startups et les grands acteurs de l'industrie.
En 2019, il ouvre des bureaux à Tel-Aviv dans le quartier de Senona, pour piloter l'accélérateur d'innovation d'Israel Aerospace Industries (IAI).
Aux Etats-Unis, il s'allie avec la branche américaine de l'accélérateur Techstars (en) pour monter un programme d'accélération et de mentorat pour identifier les jeunes entreprises du spatial les plus prometteuses.
Le 21 mars 2019, il inaugure un nouveau centre d’innovation dans le 15e arrondissement de Paris, qui accueille également l’Innovation Défense Lab, l’agence d’innovation de la DGA et Ariane Works.

## Vie privée
Il est le compagnon de l'actrice Vahina Giocante.